# Mühlenberger Loch/Neßsand
Mühlenberger Loch/Neßsand este o arie protejată (arie specială de conservare — SAC, sit de importanță comunitară — SCI) din Germania întinsă pe o suprafață de 804 ha, integral pe uscat.

## Localizare
Centrul sitului Mühlenberger Loch/Neßsand este situat la coordonatele 53°32′40″N 9°46′57″E / 53.5444°N 9.7825°E.

## Înființare
Situl Mühlenberger Loch/Neßsand a fost declarat sit de importanță comunitară în iunie 1999 pentru a proteja 1 specie de plante și 8 specii de animale. Situl a fost protejat și ca arie specială de conservare în august 2016.

## Biodiversitate
Situată în ecoregiunea atlantică, aria protejată conține 4 habitate naturale: Estuare, Vegetație psamofilă uscată cu pășuni deschise de Corynephorus și Agrostis, Pajiști calcaroase din nisipuri xerice, Păduri aluvionare cu Alnus glutinosa și Fraxinus excelsior (Alno-Padion, Alnion incanae, Salicion albae).
La baza desemnării sitului se află mai multe specii protejate:
- plante (1): Oenanthe conioides
- mamifere (2): focă obișnuită (Phoca vitulina), marsuin (Phocoena phocoena)
- pești (6): Alosa fallax, avat (Aspius aspius), Coregonus oxyrhynchus, Lampetra fluviatilis, Petromyzon marinus, somonul (Salmo salar)